# Dunkerque
Dunkerque (nizozemsko Duinkerke) je pristaniško mesto in občina v severnem delu Francije, v departmaju Nord ob Dovrski ožini in okoli 10 km od meje Francije z Belgijo. Ocena prebivalstva za leto 2012 je 90.995. Ime kraja izhaja iz zahodnoflamskega dialekta, v katerem »duin« pomeni sipino, »kerke« pa cerkev; mesto je bilo do sredine 20. stoletja umeščeno v nizozemsko jezikovno regijo, ki jo je kasneje preplavil francoski jezik.
Gospodarsko je najbolj pomembna pristaniška vloga mesta, Dunkerque je namreč za Le Havreom in Marseilleom tretje največje pristanišče v državi. Ravno tako je mesto pomembno odvisno od kovinarske, prehrambene, ladjedelniške, naftne in kemijske industrije.
Dunkerque je poleg bližnjega Calaisa pristanišče trajektov, ki plujejo v angleški Dover na drugi strani ožine.

## Administracija
Dunkerque je sedež dveh kantonov:
- Kanton Dunkerque-Vzhod (del občine Dunkerque, občine Bray-Dunes, Leffrinckoucke, Téteghem, Uxem, Zuydcoote: 36.246 prebivalcev),
- Kanton Dunkerque-Zahod (del občine Dunkerque, občini Cappelle-la-Grande, Saint-Pol-sur-Mer: 47.599 prebivalcev).

Majhen del ozemlja Dunkerquea pripada kantonoma Coudekerque-Branche in Grande-Synthe z istoimenskima središčema.
Mesto je prav tako sedež okrožja, v katerega so poleg njegovih dveh vključeni še kantoni Bailleul-Jugozahod/Severovzhod, Bergues, Bourbourg, Cassel, Coudekerque-Branche, Grande-Synthe, Gravelines, Hazebrouck-Jug/Sever, Hondschoote, Merville, Steenvoorde in Wormhout s 377.314 prebivalci.

## Zgodovina
Prva najdena omemba Dunkerquea izhaja iz leta 1067. Kraj in celotno območje v njegovi okolici sta bila dolgo časa predmet ozemeljskih sporov med Španijo, Anglijo, Nizozemsko in Francijo, saj je bil pomembno izhodišče za trgovanje in potovanje preko Doverske ožine, zaradi tega pa večkrat tudi baza plenilcev trgovskih ladij zlasti nizozemskega porekla. 
Dunkerque je močno prizadela že prva svetovna vojna zaradi večkratnih napadov nemške vojske. 

Mesto je v drugi svetovni vojni utrpelo veliko gmotno škodo zaradi bombardiranj. Med invazijo nemške armade na Francijo leta 1940 je bil prizorišče velike bitke, iz katere se je med nenehnim bombardiranjem čez kanal v Anglijo umaknilo 338.226 francoskih in britanskih vojakov (operacija Dinamo). Proti koncu vojne so po uspešni invaziji na Normandijo zavezniške čete skušale osvoboditi mesto, a ga nemška oblast ni izpustila iz svojih rok vse do kapitulacije maja 1945. 
14. decembra 2002 je v bližini pristanišča prišlo do trčenja dveh ladij, od katerih se je norveška ladja Tricolor potopila ter od takrat dalje povzroča tveganje za plovbo.

## Znamenitosti
- zvonik Beffroi iz 15. stoletja je skupaj s podobnimi stolpi v Belgiji in Franciji uvrščen na Unescov seznam svetovne kulturne dediščine.
- Mestna hiša Hôtel de Ville arhitekta Louis-Marie Cordonniera iz začetka 20. stoletja, na seznamu Unescove svetovne kulturne dediščine,
- kapela Notre-Dame-des-Dunes iz 15. stoletja,
- cerkev Saint-Éloi iz 16. stoletja, bombardirana med drugo svetovno vojno, obnovljena v letih 2001–2006,
- kip Jeana Barta (1650–1702), francoskega pomorščaka in raziskovalca, po rodu iz Dunkerquea, delo kiparja Davida d'Angersa iz 19. stoletja.

## Pobratena mesta
- Krefeld (Nemško cesarstvo),
- Middlesbrough (Združeno kraljestvo)
- Riga (Latvija),
- Rostock (Nemčija).